# Karl Josef Denzer
Karl Josef Denzer (* 23. März 1925 in Trier; † 16. Februar 2011 in Bielefeld) war ein sozialdemokratischer Politiker und Präsident des Landtages von Nordrhein-Westfalen.

## Leben
Von 1931 bis 1939 besuchte Karl Josef Denzer die Volksschule in seiner Heimatstadt Trier.
Von 1939 bis 1942 absolvierte er eine Verwaltungslehre und wurde Verwaltungsangestellter bei der AOK Trier. Von 1943 bis Kriegsende war er Soldat und geriet in Kriegsgefangenschaft. Ab 1946 war er in vielen verschiedenen Tätigkeiten außerhalb seines erlernten Berufes tätig. Erst 1955 fand er als Verwaltungsangestellter bei der Allgemeinen Ortskrankenkasse Bielefeld eine Anstellung, die seiner Ausbildung entsprach. Nach bestandener 1. und 2. Verwaltungsprüfung, seinem verwaltungs- und sozialwissenschaftliches Studium an der Westfälischen Verwaltungsakademie in Münster, das er 1966 mit Diplom abschloss, wurde er zum Verwaltungs-Oberamtsrat und bis 1975 Abteilungsleiter.
Am 1. März 1950 wurde Denzer Mitglied der SPD. Von 1955 bis 1964 war er Vorsitzender des SPD-Ortsverein Werl-Aspe. Zwischen 1956 und 1961 war er im Vorstand des Bezirks Ostwestfalen der SPD tätig. In den Jahren 1968 bis 1981 übernahm er den Vorsitz des SPD-Unterbezirks Bielefeld und war Mitglied im Bezirksvorstand Ostwestfalen-Lippe. Von 1974 bis 1979 war Denzer Mitglied des SPD-Landesausschusses NRW. Von 1980 bis 1990 war er Mitglied des Parteirates der SPD.
Aufgrund seines politischen Engagements war er von 1956 bis 1964 Mitglied des Rates der Gemeinde Werl-Aspe, danach von 1969 bis 1984 Mitglied des Rates der Stadt Bielefeld. Am 26. Juli 1970 zog er erstmals als Abgeordneter in den Landtag von Nordrhein-Westfalen ein, eine Position, die er bis 1990 innehatte. Dabei wurde er bei den Landtagswahlen 1970 und 1975 im Wahlkreis Bielefeld-Stadt II (141 bzw. 142), bei den Wahlen 1980 und 1985 jeweils im Wahlkreis Bielefeld I (105) als Direktkandidat der SPD in den nordrhein-westfälischen Landtag gewählt. Im Landtag war er von 1975 bis 1980 stellvertretender Vorsitzender bzw. von 1980 bis 1985 Vorsitzender der SPD-Fraktion. Vom 30. Mai 1985 bis zu seinem Ausscheiden am 31. Mai 1990 übernahm er die Aufgabe als Präsident des Landtags NRW. „Mit seinem Namen ist auch der Umzug des NRW-Parlaments vom Ständehaus in das Landtagsgebäude am Rhein verbunden.“
Neben seiner Tätigkeit als Landtagsabgeordneter übernahm er auch weitere Aufgaben, so war er von 1980 bis 1985 als Mitglied des Aufsichtsrats bei Auguste-Viktoria Marl (Bergbau), von 1980 bis 1990 als Mitglied des Kuratoriums der August-Schmidt-Stiftung Bochum und von 1983 bis 2001 Vorsitzender der Heimvolkshochschule Haus Neuland Bielefeld. Denzer war Mitglied des Kuratoriums der Heinz-Kühn-Stiftung. Er war auch Mitglied der Gewerkschaft Öffentliche Dienste, Transport und Verkehr.
Im Jahr 1986 wurde Karl Josef Denzer mit dem Verdienstorden des Landes Nordrhein-Westfalen ausgezeichnet. 1989 erhielt er das Große Bundesverdienstkreuz (1981) mit Stern (1985) und Schulterband.
Karl Josef Denzer war verheiratet und hatte zwei Kinder.
Am 16. Februar 2011 starb er in Bielefeld.